# Powiat Amakusa
Powiat Amakusa (jap. 天草郡 Amakusa-gun) – powiat w Japonii, w prefekturze Kumamoto. W 2024 roku liczył 6553 mieszkańców.

## Miejscowości
- Reihoku